# Seznam osebnosti iz Občine Sevnica
Seznam osebnosti iz občine Sevnica vsebuje osebnosti, ki so se rodile, delovale ali umrle v občini Sevnica.

## do 18. stoletja
- Peter Bonomo (1458, Trst, Furlanija - 4. julij 1546, Trst, Furlanija), humanist, škof, diplomat, državnik in duhovnik. Je eden najpomembnejših humanistov in diplomatov v jugovzhodnem delu Sv. rimskega cesarstva ob koncu 15. in v prvi polovici 16. stoletja. Bil je mentor in podpornik Primoža Trubarja. Verjetno je že pred letom 1490 postal duhovnik in kmalu pridobil vrsto beneficijev – med drugim tudi patronat nad župnijo Sv. Helene v Loki (pri Zidanem Mostu).

## 18. stoletje
- Ignacij Verbega (30. junij 1737, Sevnica - 23. januar 1795, Zagreb), zdravnik, zavzemal se je za napredek splošne medicine v Zagrebu, prvo izobrazbo je dobil pri učitelju na graščini grofa Moscona v Sevnici.
- Anton Jurij Luby (4. junij 1749, Sevnica - 5. julij 1802, Gradec, Štajerska), teolog in duhovnik, oče Andrej bil oskrbnik sevniške graščine.
- Matija Laschan (18. februar 1770, Sevnica - 13. september 1832 Novo mesto), zdravnik - trudil se za cepljenje proti osepnicam, spisal več poljudnoznanstvenih člankov o Dolenjskih Toplicah.
- Janez Nepomuk Händl pl. Rebenburg (1770 - 1837, Gradec), graščak in družbeni delavec. V zadnjem desetletju 18. stoletja je bil oskrbnik Gradu Sevnica.

## 19. stoletje
- Josip Pirkmayr (6. april 1810, Ljubljana - 13. november 1873, Zabukovje nad Sevnico), pisec in duhovnik. Zadnje desetletje življenja služboval v Zabukovju nad Sevnico.
- Andrej Ferdinand Malahovski (1813, Češka - 3. marec 1887, Ljubljana), izdelovalec orgel. Med drugim izdelal orgle tudi za Boštanj v občini Sevnica.
- Josip Plank (9. avgust 1815, Hall, Tirolska - 13. januar 1901, Dunaj), slikar. Za cerkev v naselju Šentjanž je naslikal križev pot po Führichu.
- Anton Žakelj (14. oktober 1816, Ledine - 26. april 1868, Veliki Trn), od leta 1866 bil župnik župnije Veliki Trn.
- Lenart Dereani (1820, Sevnica - 7. junij 1902, Sevnica), mizar in družbeni delavec. Član pripravljalnega odbora za organizacijo 5. vseslovenskega tabora v Sevnici (1869).
- Tomaž Dernjač (14. december 1823, Šentvid pri Planini - 31. avgust 1904, Sevnica), šolnik. Na sevniški šoli učil približno 31 let. V času njegovega učiteljevanja in vodenja sevniške osnovne šole je ta dobila prvo namensko zgrajeno šolsko poslopje, šolski vrt, šolski čebelnjak, šolsko knjižnico in se iz enorazrednice razvila v štirirazrednico (1885). Bil je soustanovitelj sevniške narodne čitalnice (1865) in njen knjižničar ter član pripravljalnega odbora za organizacijo 5. vseslovenskega tabora v Sevnici (2.5.1869). Leta 1903 ga je Občina Sevnica imenovala za svojega častnega občana.
- Karel Gorišek (19. april 1823, Planina pri Sevnici - 11. april 1871, Dunaj), tiskar in založnik.
- Alojzij Lenček (7. julij 1827, Dolsko pri Ljubljani - 20. julij 1884, Blanca), veleposestnik, politik, narodni delavec. Leta 1865 je bil soustanovitelj Narodne čitalnice v Sevnici, ki je bila slovesno odprta 7. 1. 1866 (prva v Posavju).
- Anton Smrekar (19. januar 1829, Slovenj Gradec- 5. avgust 1912, Sevnica), gradbeni inženir, posestnik in družbeni delavec. Bil je gospodarsko in družbeno zelo aktiven. Zaslužen za zgraditev prvega šolskega poslopja v Sevnici (1870–71).
- Vincenc Medic (4. april 1834, Vojnik - 5. februar 1898, Sevnica), ranocelnik, župan in družbeni delavec. Bil je družbeno aktiven kot večkratni župan in občinski odbornik.
- Jernej Pečnik (24. avgust 1835, Cesta (Dobrepolje, obč.) - 12. junij 1914, Ljubljana), arheolog, na ozemlju občine Sevnica našel izkopanine.
- Andrej Rovšek (14. november 1836, Ljubljana - 11. februar 1903, Gabrje pod Limbarsko Goro), podobar, izvršil je glavne in stranske oltarje za 35 različnih cerkva, med drugim tudi v Sevnici.
- Mihael Vošnjak (18. september 1837, Šoštanj - 2. julij 1920, Glion, Vaud, Švica), pesnik, politik, leta 1882 ustanovi hranilnico in posojilnico v Sevnici.
- Alfred Coronini Cronberg (5. avgust 1846, Boštanj - 12. december 1920, Gorica, Furlanija), politik, poslanec in graščak.
- Ivan Kunstič (1847, Peter na Medvedjem selu (Kristan Vrh) - 20. februar 1939, Celje), učitelj in društveni delavec. Sodeloval je   pri ustanovitvi podružnice Družbe sv. Cirila in Metoda v Sevnici(1885) in pri ustanovitvi olepševalnega društva v Sevnici (1888).
- Anton Umek (12. junij 1838, Vrh pri Boštanju - 15. julij 1871, Trušnje, Koroška, Avstrija), gospodarstvenik. Deloval je pod psevdonimom Okiški.
- Otomar Bamberg (22. januar 1848, Ljubljana - 1. april 1934, Arto pri Sevnici), slovenski tiskar in založnik nemškega rodugospodarstvenik.
- Franc Jontez (11. november 1853, Cerovec, Sevnica  - 27. junij 1928, Velike Lašče), podobar, delal je za razne cerkve.
- Simon Ogrin (6. oktober 1851, Vrhnika - 3. maj 1930, Vrhnika), slikar. Naslikal je sv. Frančiška za cerkev župnije Boštanj.
- Ferdinand Kaliger (9. november 1852, Soteska - 6. april 1929, Tržič), učitelj in skladatelj. Med leti 1873 - 1975 poučeval v Sevnici.
- Anton Levec (13. junij 1852, Radomlje - 15. junij 1936, Ljubljana), pravnik, pisatelj, dvorni sodni svetnik. Leta 1884 je v Sevnici ustanovil in vodil diletantsko gledališče.
- Jožef pl. Leskošek (21. julij 1853, Planina pri Sevnici - 2. avgust 1931, Gradec), general major in plemič.
- Franc Pišek (3. december 1856, Hotinja vas- 6. januar 1922, Orehova vas), politik in župan, pri politični diferenciaciji štajerskih Slovencev bil med ustanovitelji Slovenske kmečke zveze in v prvih odborih blagajnik, leta 1909 bil izvoljen za splošno skupino Celje, Laško, Sevnica, Brežice, Šmarje, Vransko, Gornji grad, Šoštanj, Slovenj Gradec in Marenberg v štajerski deželni zbor.
- Andrej Jakil (18. december 1858, Rupa, Sovodnje ob Soči - 11. oktober 1926, Trst), industrialec in veleposestnik. Leta 1917 kupi premogovnik Krmelj v Šentjanžu, leta 1920 grad in veleposestvo Boštanj ob Savi, leta 1921 pa veleposestvo Radeče.
- Franjo Dular (26. avgust 1860, Podboršt, Sevnica - 14. januar 1924, Bosanska Gradiška, Bosna in Hercegovina), veterinar, napisal knjige Domači živinozdravnik, Umna živinoreja I. — II. ter Krmila in mlekarstvo. Služil je kot odličen popularizator živinorejske znanosti, kmete je poučil o pomoči pri živinskih boleznih, nadaljeval je delo, ki sta ga v 60. in 70. letih s podobnimi publikacijami začela Janez Bleiweis in Fran Govekar.
- Ivan Fon (27. september 1860, Loka pri Zidanem Mostu - 11. maj 1912, Celje), šolnik. Leta 1888 je napisal serijo člankov »O naravnoverski vzgoji v ljudski šoli«, sodeloval je pri Janežič-Bartlovem nemško-slovenskem slovarju in sestavil nem.-slov. slovar k 1. delu Prosch-Wiedenhoferjeve nemške čitanke za srednje šole.
- Ivan Dobršek (28. januar 1865, Žusem - 11. december 1939, Slovenska Bistrica), duhovnik, prosvetni delavec. Leta 1906 je prišel za župnika v Sevnico, velike zasluge ima za olepšanje župnijske cerkve sv. Nikolaja v Sevnici.
- Janez Evangelist Krek (27. november 1865, Sv. Gregor - 8. oktober 1917, Šentjanž), politik, sociolog, teolog, časnikar, pisatelj.
- Alojzij Praunseis (20. marec 1866, Sevnica - 3. avgust 1934, Ljubljana), zdravnik, zobozdravnik, v letih med 1904 - 1907 sodeloval v boju za poslovenjenje Društva zdravnikov na Kranjskem. Bil je med ustanovitelji Zdravniške zbornice za Slovenijo.
- Matija Kozinc (2. februar 1867, Žabjek pri Sevnici - 9. junij 1940, Sevnica), ključavničar in inovator.
- Ivan Križan (13. november 1868, Lenart v Slovenskih goricah - 7. junij 1924, Celje), notarski solicitator. Po njegovi zaslugi se je narodna misel v  predvojnem nemškutarskem taboru v Sevnici začela širiti in kljubovati nemškemu navalu. Takratno nemško gasilsko društvo se je preoblikovalo v slovensko.
- Anton Dokler (28. maj 1869, Ostrožno pri Celju - 29. maj 1959, Sevnica), aktiven na družbenem področju, občinski odbornik in podžupan Sevnice.
- Štefan Lamper (17. december, 1869, Celje - 13. december 1929, Sevnica), gostinski delavec, župan in družbeni delavec. Ugledna osebnost v Sevnici, sodeloval je pri različnih gospodarskih aktivnostih, med leti 1921 - 29 bil župan Občine Sevnica.
- Veselko Kovač (4. junij 1872, Studenec, Sevnica - 1. marec 1928, Kitajska), duhovnik, redovnik, frančiškan, misijonar.
- Engelbert Rakovec (2. november 1873, Poljčane - 4. maj 1961, Ribnica), jezikoslovec in duhovnik. Od leta 1915 je bil župnik v župniji Boštanj.
- Julij Slapšak (2. marec 1874, Rogačice - 8. september 1951, Ljubljana), šolnik in mladinski pisatelj. Deloval je na raznih področjih družbenega življenja, tako pri čebelarskih društvih, zadrugah, gasilskih organizacijah - urejal je Gasilski vestnik 1913-8, sodeloval tudi v občinskih odborih in v protialkoholnem gibanju.
- Josip Brinar (1. november 1872, Studence pri Hrastniku - 11. marec 1959, Celje), učitelj, prevajalec, mladinski pisatelj. Leta 1898 je opravil izpit za meščanske šole in poučeval v Brestanici (1899-1900) in Sevnici.
- Ivo Benkovič (24. junij 1875, Kamnik - 23. september 1943, Ljubljana), politik, pisatelj, prevajalec in odvetnik. V zadnjih letih avstro-ogrske monarhije je kot državno- in deželnozborski poslanec SKZ (SLS) zastopal katoliške interese.
- Fran Dobovšek (14. april 1876, Boštanj - 2. oktober 1915, Karpati), muzejski preparator in lepidopterolog. Vzgojil je dragoceno zbirko eksotičnih metuljev in jih podaril muzeju.
- Karel Cimperšek (11. februar 1877, Sevnica - 19. december 1953, Sevnica), trgovec in družbeni delavec. Bil je član in mecen več društev v Sevnici (pred prvo svetovno vojno načelnik okrajne bolniške blagajne Sevnica - Kozje, po vojni načelnik sevniškega okrajnega zastopa (do 1927), zatem načelnik okrajnega cestnega odbora, član okrajnega šolskega sveta ter soustanovitelj (1928) in blagajnik Električne zadruge v Sevnici).
- Karel Zupanc (9. december 1877, Primož pri Šentjurju pri Celju - 25. avgust 1946, Sevnica), mlinar, posestnik, hotelir.
- Anton Štefic (12. januar 1878, Gabrje nad Boštanjem ob Savi - 4. maj 1915, Gorica, Furlanija), kipar. Obiskoval je Osnovno šolo v Boštanju.
- Viktor Tiller (23. januar 1878, Brežice - 21. december 1961, Ljubljana), domoznanski pisec, šolnik. Ukvarjal se je s krajevno zgodovino Posavja in napisal poljudne brošure: Sevnica in okolica (1938).
- Milan Šuklje (18. junij 1881, Wiener Neustadt, Spodnja Avstrija - 10. februar 1937, Golnik), organizator in gospodarstvenik. Zaslužen je za gradnjo železnice Šentjanž-Sevnica.
- Rok Jesenko (5. avgust 1880, Globoko pri Šmarju pri Jelšah - 14. marec 1966, Sevnica), pravnik, politik, družbenopolitični delavec. V Sevnici je bil vidna javna osebnost. Bil je občinski odbornik, gerent in nato načelnik okrajnega zastopa.
- Hugo Uhliř (8. julij 1881,  Golčův Jenikov, Češka - 18. februar 1965, Ljubljana), gradbenik, urednik in kulturni delavec. Leta 1915 je v Ljubljani ustanovil založbo Umetniška propaganda, ki je imela sedež večinoma v Loki pri Zidanem Mostu.
- Anton Terbovc (16. december 1882, Žirovnica - 23. september 1962, Miami, Florida, ZDA), časnikar, publicist, društveni delavec. Učil se je za vrtnarja in med leti 1900-1903 vodil graščinsko vrtnarijo v Loki.
- Franc Drnovšek (27. september 1883, Trbovlje - 29. junij 1966, Ljubljana), šolnik in narodni delavec. Učitelj, nadučitelj in šolski upravitelj (1923–7) ter član krajevnega šolskega sveta. Bil je soustanovitelj Telovadnega društva Sokol v Sevnici (1912), leta 1933 pa je uredil priročnik iz domoznanstva, ki je obravnaval snov vsega Posavja.
- Franc Trupej (28. september 1883, Orešje pri Sevnici - 3. oktober 1958, Sevnica), posestnik, obrtnik, župan in družbeni delavec. Zaslužen je za začetek gradnje odseka železniške proge Tržišče–Sevnica (1936–38).
- Rudolf Kavčič (15. april 1885, Ljubljana), gradbenik. Leta 1921 bil postavljen za šefa pri trasiranju proge Šentjanž-Sevnica.
- Gašper Lipovšek (4. december 1886, Šmarje pri Sevnici - 13. september 1956, Celje), pravnik, okrajni glavar, sreski načelnik in banski inšpektor.
- Franc Zupančič (14. december 1886, Rakovnik pri Šentrupertu - 27. september 1953, Ljubljana), gradbenik, podjetnik, letalski konstruktor, pilot in častnik. Zasluge ima za gradnjo železniške proge Šentjanž-Sevnica.
- Ludvik Zepič (26. december 1887, Čatež ob Savi - 26. maj 1980, Ljubljana), učitelj, zbiralec etnološkega gradiva. Med leti 1909-14 je služboval kot učitelj na Kalu (Šentjanž, Sevnica).
- Božo Račič (12. avgust 1887, Razbor - 14. januar 1971), glasbenik, knjižničar.
- Ernest Krulej (1888 - 1957), obrtnik, pomemben za razvoj kulture v Sevnici. Po njem se imenuje Krulejeva ulica v Sevnici. Oskar Zoran Zelič ob 130. obletnici Krulejeve smrti izda delo Ernest Krulej : domoljub, publicist in kladivar prve Jugoslavije.
- Rudolf Cimperšek (28. februar 1888, Sevnica - 1. september 1947, Sevnica), gostilničar, gasilec, društveni delavec. Bil je družbeno aktiven kot član in tajnik Zadruge gostilničarjev in mesarjev, predsednik olepševalnega društva, član krajevnega šolskega sveta (1927–33), bil pa je tudi član sevniškega gasilskega društva oz. čete in njegov predsednik (1923–31, 1933–8);  v času njegovega vodenja je društvo dobilo prvo pihalno godbo v Sevnici (1928) in prvo motorno brizgalno (1928).
- Josip Kladnik (4. november 1888, Sevnica - 18. april 1966, Sevnica), Učitelj, šolski upravitelj.
- Zmago Bregant (2. december 1889, Negova - 6. marec 1961, Maribor), učitelj in pisec pedagoških del. Služboval je na osnovnih šolah v občini Sevnica, in sicer Brestanica (1922-23) in Blanca (1923-33). Je avtor prve slovenske metodične knjige, ki temelji na delovnem načelu. Bil je prvi slovenski učitelj, ki je nova reformna spoznanja preizkušal tudi pri šolskem delu.
- Leopold Stibilj (20. februar 1890 Ljubljana), gradbenik. V letu 1920 sodeloval pri gradnji železnice Šentjanž-Sevnica.
- Srečko Puncer (6. maj 1895, Loka pri Zidanem Mostu - 29. april 1919, Vovbre, Koroška, Avstrija), dijaški organizator.
- Josip Sivec (18. februar 1896, Ljubljana - 4. junij 1974, Ljubljana), arhitekt. Izvedel več projektov, med drugim tovarno konfekcije Sevnica (1959-60).
- Vladimir Stoviček (26. junij 1896, Boštanj - 11. december 1989, Brežice), kipar in medaljer. Med večjimi dovršenimi naročili je tudi spomenik padlim borcem v naselju Radeče.
- Ivan Abram (3. marec 1897, Blanca), partizan in politik.

## 20. in 21. stoletje
- Vladimir Premru (25. januar 1902, Boštanj - 3. oktober 1949, Ljubljana), pesnik, biokemik.
- Jože Zorn (25. januar 1907, Loka pri Zidanem Mostu- 8. februar 1977, Ljubljana), novinar in prosvetni delavec.
- Alfred Istenič (8. oktober 1907, Trst - 3. maj 1985, Krško), športni organizator, nogometaš in nogometni sodnik.
- Ana Gale (27. april 1909, Grosuplje - 8. januar 1944, Zalog pri Škofljici), učiteljica, pesnica, pisateljica. Leta 1939 v Sevnici prevzame pouk tedaj ustanovljenega pomožnega oddelka za duševno prizadete otroke. Po njej so poimenovali samostojno osnovno šolo s prilagojenim programom za otroke s posebnimi potrebami v Sevnici.
- Ludvik Žagar (28. december 1910, Trst, Furlanija - 15. avgust 1981, Merano, Trentino - Zgornje Poadižje, Italija), kemik, duhovnik, redovnik in salezijanec. V Sevnici je nadaljeval osnovno šolo, saj se je z družino leta 1919 preselil v Dolenji Boštanj.
- Alojz Kolman - Marok (1. julij 1911, Zabukovje - 4. november 1944, Koprivnik), slovenski partizan in narodni heroj Jugoslavije.
- Jule Vrbič (12. januar 1912, Šentjanž - 25. avgust 1980, Ljubljana), časnikar in urednik.
- Joža Kerin (13. januar 1912, Podbočje - 17. december 2006, Ljubljana), romanistka in bibliotekarka. Poučevala je nemščino na nižji gimnaziji v Sevnici in bila ravnateljica dijaškega doma.
- Karel Kolman (2. oktober 1912, Šmarje pri Sevnici - 22. september 1982, Sevnica), družbenopolitični delavec.
- Martin Jamšek (18. junij 1913, Pulj (Hrvaška) - 22. december 1987, Sevnica), železničar in glasbenik.
- Viljem Strmecki (27. avgust 1914, Tržič, Furlanija - 17. julij 1990, Ljubljana), arhitekt. V letih med 1964-6 je v Sevnici sodeloval pri urbanističnih načrtih (generalnih in zazidalnih).
- Milan Majcen (17. november 1914, Šentjurij na Dolenjskem - 29. oktober 1941, Murence pri Šentjanžu), gostilničar in narodni heroj. Osnovna šola v Šentjanžu se imenuje po njem.
- Alojz Lasbaher (25. december 1914, Sveti Jurij ob Ščavnici - 18. november 1998, Maribor), duhovnik. Spomine na čas službovanja v Sevnici objavi v knjigi Moja protirevolucija.
- Miroslav Brezavšček (22. marec 1917, Šentjanž, Sevnica - 21. februar 1931, Gornje Cerovo), narodni delavec.
- Jože Knez (23. januar 1921, Trbovlje - 19. marec 1993, Celje), gospodarstvenik in politik.
- Dušan Vrščaj (30. november 1921, Sevnica - 4. avgust 2010), mikolog in zdravnik. Proučeval je gobe in se poglabljal v mikologijo.
- Savo Kladnik (7. julij 1922, Sevnica - 2. oktober 1942, Maribor), domoljub. V Sevnici je bil prva žrtev okupatorja, po njem so leta 1964 poimenovali novozgrajeno centralno osnovno šolo.
- Rudi Cimperšek (12. oktober 1922, Sevnica - 28. oktober 1990, Sevnica), gospodarstvenik.
- Lojze Grozde (27. maj 1923, Zgornje Vodale - 1. januar 1943, Mirna), slovenski dijak, pesnik, mučenec in blaženi.
- Cvetko Zupančič (26. maj 1924, Krmelj - 10. maj 2010, Ljubljana), filatelist in publicist.
- Alojz Rebula (21. julij 1924, Šempolaj, Italija - 23. oktober 2018, Topolšica), pisatelj, dramatik, esejist, prevajalec. Zadnja leta je prebival v Loki pri Zidanem Mostu.
- Ivan Sovinc (23. oktober 1924, Sevnica - 24. maj 2001, Ljubljana), gradbenik in strokovnjak za mehaniko tal.
- Zora Tavčar (2. oktober 1928, Loka pri Zidanem Mostu), slovenska esejistka, prevajalka, pedagoginja in kulturna delavka, žena Alojza Rebule.
- Jakob Jež (23. november 1928, Boštanj), slovenski skladatelj in profesor.
- Lucijan Krivec (30. oktober 1929, Lončarjev dol pri Sevnici - 22. december 2011, Ljubljana), agronom in gospodarstvenik.
- Marjan Gabrič (29. november 1931, Raka - 8. november 2007, Novo mesto), gozdar in družbenopolitični delavec.
- Rafko Irgolič (29. december 1933, Radlje ob Dravi), zobotehnik in pevec. Sodi med najbolj priljubljene pevce slovenske zabavne glasbe. Osnovno šolo je obiskoval v Sevnici.
- Vinko Šeško (18. januar 1937, Zajčja Gora nad Sevnico), gozdarski inženir in planinec.
- Janez Zorko (16. december 1937, Podgorje ob Sevnični), kipar.
- Cveto Gradišar (30. december, 1939, Celje), psihiater in družinski terapevt. V samozaložbi izdal knjigo Sotočja družinskih odnosov: sodobni vodnik skozi družinsko in partnersko življenje in njegove preizkušnje.
- Nada Irgolič (10. marec 1940, Sevnica), farmacevtka.
- Anton Zgonec (1. maj 1941, Breg), likovni pedagog, oblikovalec in fotograf.
- Peter Vene (13. september 1943, Bučka), kipar. Dela razstavljal na preko 100 samostojnih in skupinskih razstavah doma (največja - pregledna razstava v Muzeju novejše zgodovine v Ljubljani, l. 1994) in v tujini.
- Alfred Železnik (6. januar 1945, Merksersdorf, Avstrija - 20. september 2006, Celje), novinar. Leta 1988 je pridobil status samostojnega novinarja in je pisal članke za Delo, Večer, Kmečki glas, Celjski tednik idr.
- Sinjo Jezernik (27. marec 1948, Poljčane), igralec, režiser in moderator. Deluje kot moderator kulturnih prireditev, mdr. v Lekos Galeriji Ana v Sevnici, ter upodablja literarne in zgodovinske like (Krjavelj, Švejk, Janez Vajkard Valvasor, baron Inocenc Moscon idr.).
- Ljubomir Motore (10. december 1948, Brežice), planinec in fotograf. Fotografira pomembne dogodke v Sevnici in zbira stare razglednice z območja Sevnice.
- Stanislav Čuber (21. oktober 1949, Brestanica), gospodarstvenik.
- Alojz Završnik (13. januar 1953, Laze pri Sevnici), častnik, obramboslovec in vojni veteran.
- Albert Felicijan (19. marec 1953, Brežice - 6. november 2002, Celje), tekstilni tehnik in kulturni delavec.
- Alenka Rebula Tuta (14. april 1953, Loka pri Zidanem Mostu), pesnica, pisateljica in strokovnjakinja na področju psihologije.
- Marinka Glavač (15. julij 1953, Pečje pri Sevnici), ljudska pesnica.
- Alenka Žuraj Balog (31. december 1954, Brežice), pedagoška delavka in ravnateljica. Pomembna za razvoj Srednje šole v Sevnici.
- Roman Novšak (25. avgust 1955, Boštanj), geodet in družbeni delavec.
- Karel Gržan (1958, Celje), rimskokatoliški duhovnik, pisatelj, publicist, scenarist. Leta 1997 je na Razborju pod Lisco ustanovil Don Pierinovo komuno za dekleta, prvo in edino tovrstno dekliško skupnost v Sloveniji.
- Joško Kovač (4. december 1958, Sevnica - 16. junij 2012, Ljubljana), gospodarstvenik in družbeni delavec.
- Rado Kostrevc (21. februar 1961, Novo mesto), pomemben za razvoj kulture v kraju Krmelj.
- Kristijan Janc (8. julij 1960, Celje - 3. julij 2008), gospodarstvenik, politik in župan.
- Roman Žveglič (3. april 1964, Brežice), sindikalist. Od l. 1991 je aktiven član in podpredsednik občinskega odbora SLS Sevnica.
- Jože Prah (25. april 1963,Celje), gozdar, planinec in naravovarstvenik.
- Zoran Košir (3. december 1963, Celje), glasbenik. Poučeval je v Glasbeni šoli Sevnica. Z Big bandom RTV Slovenija, Simfoničnim orkestrom RTV Slovenija in revijskim orkestrom RTV Slovenija je sodeloval na različnih javnih prireditvah in oddajah.
- Bojan Kostevc (10. december 1964, Novo mesto), producent multimedije.
- Tanja Mencin (11. maj 1965, Šempeter pri Gorici), pisateljica in pesnica. Ustvarja in deluje v Sevnici.
- Srečko Ocvirk (5. november 1969, Brežice), agronom in župan. Je tokratni župan občine Sevnica.
- Niko Fric (21. marec 1970, Celje), artist, balonarski umetnik, inovator in podjetnik.
- Melania Trump (26. april 1970, Novo mesto). Rojena kot Melanija Knavs, v Sevnici. Poročena je z Donaldom Trumpom, 20. januarja 2017 je tako postala prva dama Združenih držav Amerike.
- Tomaž Lisec (19. februar 1978, Celje), politolog in politik.
- Andrej Flajs (11. marec 1983, Celje), odbojkar.
- Nik Anikis Skušek (1990, Celje, iz Stržišča), akademski slikar.
- Blaž Janc (20. november 1996, Brežice), rokometaš. Član kluba Kielce in slovenske reprezentance.